# Courtella gabonensis
Courtella gabonensis är en stekelart som beskrevs av Wiebes 1985. Courtella gabonensis ingår i släktet Courtella och familjen fikonsteklar.
Artens utbredningsområde är:
- Gabon.
- Guinea.
- Elfenbenskusten.

Inga underarter finns listade i Catalogue of Life.